# Bromelina
Genre
Bromelina est un genre d'araignées aranéomorphes de la famille des Anyphaenidae.

## Distribution
Les espèces de ce genre se rencontrent au Venezuela, en Colombie et au Brésil.

## Liste des espèces
Selon World Spider Catalog (version 17.5, 25/09/2016) :
- Bromelina kochalkai Brescovit, 1993
- Bromelina oliola Brescovit, 1993
- Bromelina zuniala Brescovit, 1993

## Publication originale
- Brescovit, 1993 : Thaloe e Bromelina, novos gêneros de aranhas neotropicais da família Anyphaenidae (Arachnida, Araneae). Revista Brasileira de Entomologia, vol. 37, no 4, p. 693-703.